# V1227 Геркулеса
V1227 Геркулеса (лат. V1227 Herculis) — карликовая новая, двойная катаклизмическая переменная звезда типа SU Большой Медведицы (UGSU) в созвездии Геркулеса на расстоянии (вычисленном из значения параллакса) приблизительно 2507 световых лет (около 769 парсек) от Солнца. Видимая звёздная величина звезды — от +18,1m до +14,6m. Орбитальный период — около 0,06442 суток (1,515 часа).
Открыта проектом SDSS-I в 2006 году*.

## Характеристики
Первый компонент — аккрецирующий белый карлик спектрального класса pec(UG).